# Mehdi Taremi
Mehdi Taremi (persiska: مهدی طارمی), född 18 juli 1992 i Sardasht, är en iransk fotbollsspelare som spelar för f.c Internazionale Han representerar även Irans landslag.

## Karriär
Den 23 juli 2019 värvades Taremi av Rio Ave, där han skrev på ett tvåårskontrakt. Den 31 augusti 2020 värvades Taremi av Porto, där han skrev på ett fyraårskontrakt.
Han utsågs till Irans 26-mannatrupp av Carlos Queiroz för fotbolls-VM 2022. I den första gruppspelsmatchen förlorade Iran med 6-2 mot England men vann i den andra mot Wales med 0-2.